# Empoasca colorata
Empoasca colorata är en insektsart som beskrevs av Rauno E. Linnavuori 1960. Empoasca colorata ingår i släktet Empoasca och familjen dvärgstritar. Utöver nominatformen finns också underarten E. c. rubropunctata.